# アプレ
株式会社アプレ（après）は、東京都渋谷区に本社を置く芸能事務所。所属タレントのマネジメントの他、ワークショップによる人材育成にも取り組んでいる。

## 概要
2001年2月設立。
2007年2月、お笑いタレントやマジシャンなどが所属していたアネット事業部が株式会社アネットとして独立。2011年1月5日、アプレ代表取締役・狩野直人が取締役を務めている株式会社テンカラットにアプレ事業部を設立した。それに伴い、高良健吾・豊原功補はテンカラット・アプレ事業部へ、雅子・宮本りえ・ジュワはテンカラット・モデル事業部Plumeへ移籍した 。
社名はフランス語で「戦後派」を意味する「アプレゲール（après-guerre）」の略語「アプレ」からとったものである。「20世紀の習慣や考え方を基に新しいスタイルへと進化する挑戦者として活動していきたい」との思いが込められている。

## 所属タレント

### 俳優・モデル
- 優恵
- 山田由梨
- キタキマユ
- 奥村知史
- おぞねせいこ
- 上杉美浩
- 出光秀一郎
- 川瀬絵梨
- 西條晴美
- 青山祥子

### アスリート・文化人・アーティスト・MC
- 桐島かれん
- 桐島ノエル
- 西川佳江
- 野村陽子
- 今井祐子
- まなべゆきこ
- 吉行由実
- 室井昌也
- 竹内清人
- 山川直人
- 稲田隆紀
- ESOW
- 小熊美香

## 過去の所属タレント
- 高良健吾
- 豊原功補
- 雅子
- 宮本りえ
- ジュワ
- 澤田謙也
- 永井流奈
- 中山旦子
- 船津未帆
- 川津春
- 小島智子
- 多村仁
- さとうやすえ
- シャーロン
- 品川景子
- 辻香緒里
- 中村なおみ
- 西野まり
- 瑠川あつこ
- ときたやすこ
- 長屋和彰
- 原嶋元久
- 南波美沙
- 竹内茂訓